# Portela de Aguiar
Portela de Aguiar es una localidad española del municipio de Sobrado, en la provincia de León, comunidad autónoma de Castilla y León.
La iglesia está dedicada a san Julián.

## Localidades limítrofes
Confina con las siguientes localidades:
- Al norte con Cabeza de Campo.
- Al noreste con Sobrado.
- Al este con Aguiar.
- Al sur con Biobra.
- Al noroeste con Robledo da Lastra.

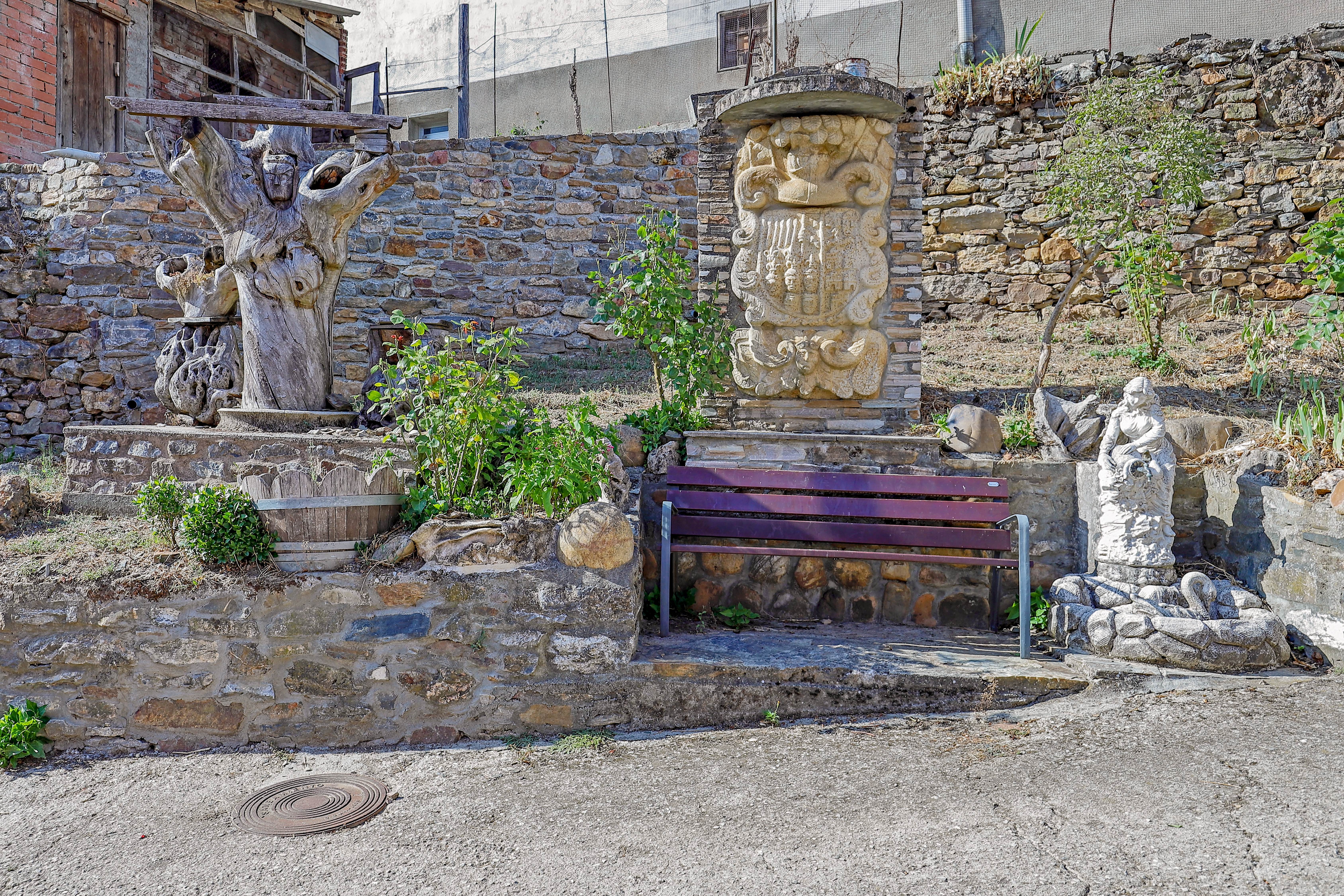
Jardín

- Al oeste con Oulego.
- Al noroeste con Cabarcos.

## Historia
Así se describe a Portela de Aguiar (Portela de la Lastra) en el tomo XIII del Diccionario geográfico-estadístico-histórico de España y sus posesiones de Ultramar, obra impulsada por Pascual Madoz a mediados del siglo XIX:

Lugar en la provincia de León (21 leguas), partido judicial y abadía de Villafranca del Bierzo (3), diócesis de Astorga, audiencia territorial y capitanía general de Valladolid, ayuntamiento de Cabarcos; Situado en una pequeña ribera inmediato a la sierra de la Encina de la Lastra; su clima es frío, sus enfermedades más comunes las pulmonías. Tiene 24 casas, iglesia parroquial (San Julián), matriz de la Cancela y barrio de Aguiar, servida por un cura de ingreso y provisión del abad de Villafranca; una ermita que sirve de ayuda de parroquia, dedicada a San Lorenzo, y una fuente de buenas aguas. Confina con Robledo de la Lastra, San Vicente de Lera y Cancela. El terreno es de secano en la mayor parte y de mediana calidad. Al S de la población se encuentra la sierra de la Encina de la Lastra, en que los ro-manos beneficiaron mucho mineral de plomo argentífero. Los caminos dirigen a los pueblos limítrofes y a Valdeorras; recibe la correspondencia de Villafranca. Producciones: granos, vino, castañas y otras frutas, y alguna legumbres; cría ganado vacuno, cabrío y lanar, y caza de perdices. Población: 22 vecinos, 98 almas. Contribución: con el ayuntamiento.
Diccionario geográfico-estadístico-histórico de España y sus posesiones de Ultramar

## Demografía
Evolución de la población
| Gráfica de evolución demográfica de Portela de Aguiar entre 2000 y 2017 |
|                                                                         |
| Población de derecho (2000-2017) según el padrón municipal del INE      |